# Франсоа Буше
Франсоа Буше (на френски: François Boucher) е френски художник от 18 век, директор на Кралската академия и придворен живописец на Луи XV. Виден представител е на стила рококо.

## Биография
Франсоа Буше се ражда в Париж, в семейството на художника-гравьор Никола Буше. Първите си уроци по рисуване взема от баща си.
В продължение на няколко месеца Буше работи в ателието на Франсоа Лемоан. Тук той прави рисунки за гравюри. В периода 1721 – 1722 е помощник на парижкия гравьор Жан Франсоа Кара Старши. Прави рисунки предназначени за изработката на илюстрации към книги.
През 1723 г. се явява на конкурс за Римската премия, организиран от Кралската академия за живопис и скулптура. На него представя платното на библейска тематика „Евилмерод, син и последовател на Навуходоносор, освобождава от веригите Йоаким, когото баща му държал седем години окован“. Франсоа Буше печели голямата награда и правото на безплатно обучение във филиала на Френската Академия в Рим. Тъй като там няма свободни места, се налага художникът да отложи пътуването си до Италия.
В края на 1727 г. Буше заминава за Рим. Пристига през май следващата година. Пътуването му е финансирано от херцог Антиен, любител на изкуството. В Италия върху Буше влияние оказват картините на Себастиано Ричи, Джовани Бенедето Кастилионе, Джовати Батиста Питони и на холандския майстор работил в Италия Абрахам Блумарт. Картините, които рисува по време на престоя си са главно на митологични и библейски теми.
Връщайки се в Париж през 1731 г., Буше е приет за член на Кралската академия. От 1735 г. той е асистент в нея а от 1737 г., професор.
В 1732 г. се жени за Мари-Жан Бюзо. Предполага се, че красивата млада жена позира за много от картините с нимфи и богини на Буше. През 1735 г. се ражда дъщеря им Жана-Елизабет.
През 30-те и 40-те години на 18 век, Буше работи много по поръчки за декори от страна на парижките театри и операта. Създава серия проекти, предназначени за кралската манифактура за гоблени.
В 1735 г. Буше получава първата си поръчка от страна на Луи XV. Тя е серия от 6 картини с ловни сцени в екзотични страни. Предназначени са за кабинет в кралските апартаменти във Версай.
Станал моден сред аристокрацията художник, Буше получава поръчки от много короновани особи: Фридрих II, Екатерина II, Максимилиан III Баварски, Станислав Август Понятовски.
Около 1747 – 1748 г. сред учениците му е друг ярък представител на рококото, Жан-Оноре Фрагонар. Възпитаник на Буше е и Жак-Луи Давид.
Към края на 40-те години покровителка на Буше става маркиза дьо Помпадур, любовница на крал Луи XV, имаща голямо влияние във френския политически и културен живот. Благодарение на нея през 1752 г. Буше получава жилище в самия Лувър, а по-късно и годишна рента от 1000 ливри. През 1755 г. е назначен за директор на кралската манифактура за гоблени.
След смъртта на мадам дьо Помпадур (1764 г.) Буше успява да запази благоволението на краля. През 1765 г. той е назначен за „Пръв придворен живописец“ и директор на Кралската академия за живопис и скулптура.
Блестящата кариера на художника, предизвиква и не малко негативни реакции. Сред критиците му е и Дени Дидро, чието първоначално ласкаво мнение за изкуството на Буше се заменя с остри нападки.
През 1768 г. художникът напуска директорския пост в академията и се оттегля от официална кариера.
Франсоа Буше умира на 30 май 1770 в Париж. Погребан е в църквата „Сен-Жермен л'Озеруа“.

## Творчество
Буше създава разнообразни по теми и жанрове произведения: портрети, пейзажи, митологични, библейски, жанрови и пасторални картини. Автор е на множество проекти за декори и костюми в театъра и операта, гоблени и порцеланови изделия за манифактурата в Севър. Майстор на рисунката, Буше има заслуга за превръщането и в самостоятелно изкуство. Създател е на множество рисунки и гравюри предназначени за илюстрации: за книгата на абат Дениел „История на Франция“, „Сборникът на Жулиен“ (съдържа гравюри по картини на Жан-Антоан Вато), издание на „Дон Кихот“ и други.
Сблъскващо се с критика още приживе на художника, творчеството му е обвинявано в липса на вкус, фриволност и „будоарност“. След смъртта си, Буше е забравен за дълъг период от време. През 20 век е реабилитиран, немалка заслуга за което има книгата на братя Гонкур „Изкуството на 18 век“.
- „Херкулес и Омфала“, ок. 1735 г.
- „Модистката“ („Утро“), 1746 г.
- „Пасторален пейзаж с млад овчар“
- „Къпането на Диана“, 1742 г.
- рисунка с креда
- „Мадмоазел О'Мърфи“, 1752 г.
- „Маркиза дьо Помпадур“, 1758 г.